# 市原満
市原 満（いちはら まん）は、日本のオーボエ奏者、オーボエリード製作者。

## 経歴・人物
東京都中野区出身。1980年、トランペット専攻で東京芸術大学音楽学部別科修了とともにオーボエに転向。トランペットを北村源三、北川晋、金石幸夫らに師事。オーボエを似鳥健彦に師事した後、1981年ドイツへ留学しベルリンでハンスイェルク・シェレンベルガー（ベルリンフィル）、ミュンヘンでマンフレート・クレメント（バイエルン放送響）らに師事。
5年間の留学生活を経て帰国した後は、オーボエで多数のリサイタル、ソロコンサートを開催した。日本オーボエ協会企画局常任理事、玉川大学芸術学部非常勤講師、尚美ミュージックカレッジ専門学校講師、吹奏楽コンクール、アンサンブル・コンテスト等の審査員や吹奏楽講習会、オーボエクリニックの講師なども勤める。
1988年、木管五重奏団「アマデウス・クインテット」（現在のメンバー：フルート 湯本洋司（ゆもとようじ） 、オーボエ 市原満（いちはらまん）、クラリネット 木村健雄（きむらたけお）、ファゴット 佐々木久生（ささきひさお）、ホルン 脇本周治（わきもとしゅうじ））を結成。

## 主な著書・録音・DVD
- MANちゃんの木管アンサンブルの楽しみ（全101回）　バンドジャーナル（音楽之友社）
- ワンポイントレッスン　オーボエ（2002年）バンドジャーナル（音楽之友社）
- DVD　楽器別上達クリニック　オーボエ・マスター　講師・演奏（ブレーン（株））
- CD アマデウスクインテット　1st.（ブレーン（株））